# 艾吉哈佐什登盖莱格
艾吉哈佐什登盖莱格，是匈牙利诺格拉德州所辖的一个村。总面积15.75平方公里，总人口474，人口密度30.1人/平方公里（2011年1月1日）。